# ماسانوری ایشی
ماسانوری ایشی (انگلیسی: Masanori Ishii؛ زادهٔ ۲۱ مارس ۱۹۷۳) هنرپیشه، کمدین، و صداپیشه اهل ژاپن است.